# Gunner (biskop i Viborg)
 Ikke at forveksle med Gunner (biskop i Ribe).
Biskop Gunner (1152- 25. august 1251) var biskop over Viborg Stift under Valdemar Sejr.
1216 blev han abbed i cistercienserklosteret Øm kloster. 1222 blev han biskop i Viborg. Han var da 70 år gammel og var kun tænkt som en overgangsfigur. Som biskop gjorde Gunner sig især fortjent som medforfatter af Jyske Lov fra 1241. Det menes, at han skrev den berømte fortale, som begynder med ordene: "Med lov skal land bygges". Da han var 94 år gammel, bad han så mindeligt paven om at måtte gå af som biskop. Det fik han tilladelse til, men alligevel var han fortsat biskop, da han døde 99 år gammel.
Hans bispegård lå lige nord for Asmild Kirke på østsiden af Viborg-søerne. Bisp Gunner var kendt for sin store gæstfrihed. Flere gange årligt inviterede han nonnerne fra Asmild Kloster til at spise hos sig. På Vor Frue Dag, den 15. august hvor jomfru Marias himmelfart fejres, inviterede han hele Viborgs borgerskab til spisning. Traditionen er i de senere år blevet genoptaget af det viborgensiske borgergilde "Bisp Gunners Gilde". Ved den årlige spisning på Vor Frue Dag placeres festteltet, så statuen af Bisp Gunner udført af Erik Heide på pladsen foran Asmild Kirke, kommer til at stå for bordenden.
Bisp Gunner døde i sin bispegård ved Asmild Kloster og blev begravet i Viborg Domkirke.
Levnedsskildring: Vita Gunneri episcopi Viborgensis.